# Stanisław Kaiser
Stanisław Kaiser (ur. 29 marca 1935, zm. 14 listopada 2005 w Gdańsku) – polski żużlowiec.
Brat Mariana Kaisera, również żużlowca.
Wychowanek Stali Gorzów Wielkopolski. Zawodnik Stali w latach 1951-1955. W sezonach 1955-1959 jeździł w barwach Legii Warszawa. Z warszawskim klubem zdobył brązowy medal Drużynowych Mistrzostw Polski (1959). W latach 1960–1969 jeżdżąc w Wybrzeżu Gdańsk zdobył 2 srebrne medale (1960, 1967) i 1 brązowy (1965) Drużynowych Mistrzostw Polski.
Dwukrotny finalista Indywidualnych Mistrzostw Polski w 1960 (16 m.) i 1964 roku (16 m.) oraz serii turniejów o Złoty Kask w sezonie 1962 (14 m.).